# Капітолійська бібліотека Верони
Капітолійська бібліотека Верони (італ. Biblioteca capitolare di Verona) — одна з головних бібліотек міста Верона (Італія), посідає верхівку подібних установ за кількістю та якістю рідкісної, рукописної та книжкової спадщини, вважається найстарішою з діючих бібліотек у світі.

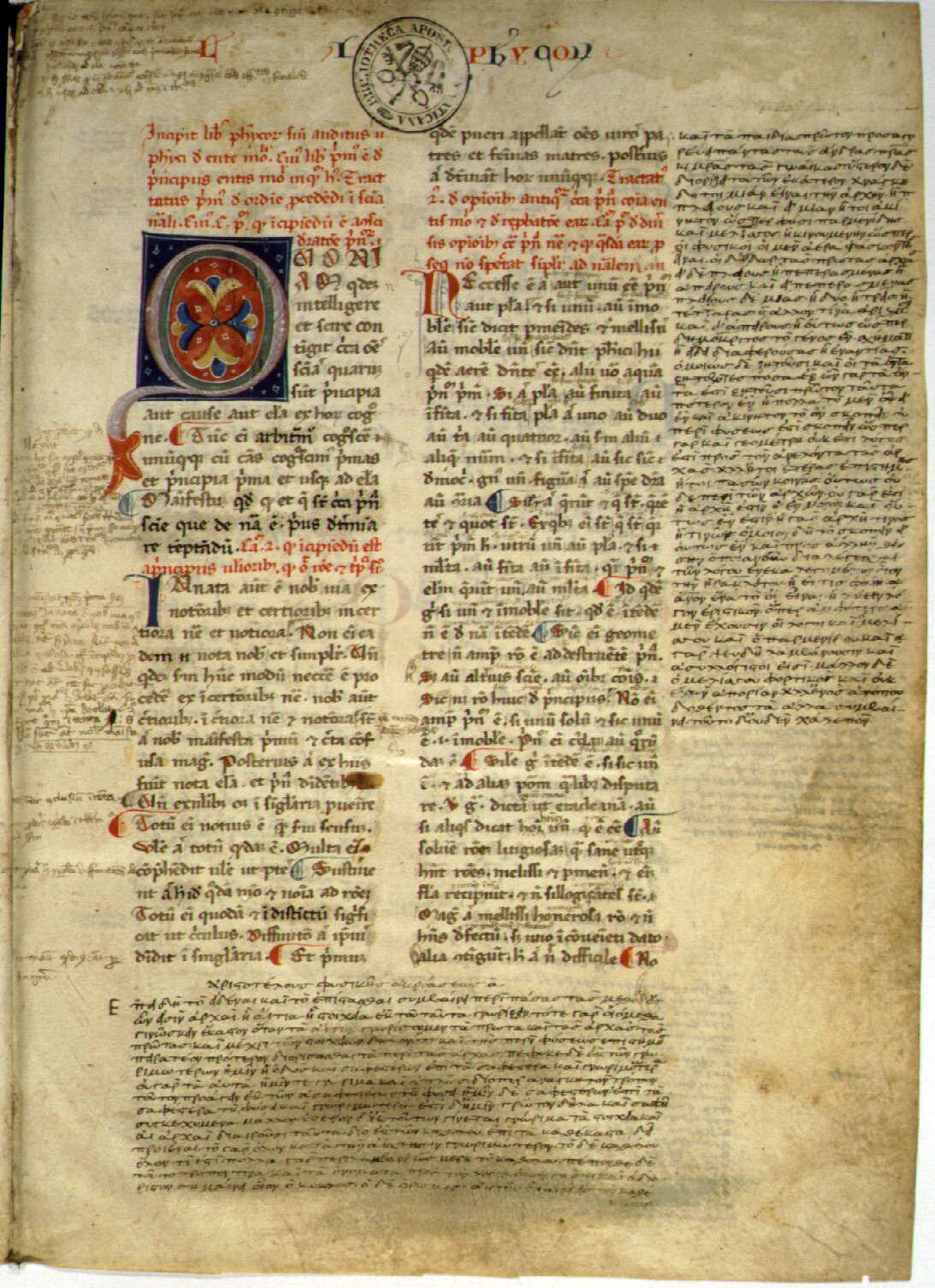
Манускрипт з перекладом на латинську мову Арістотеля

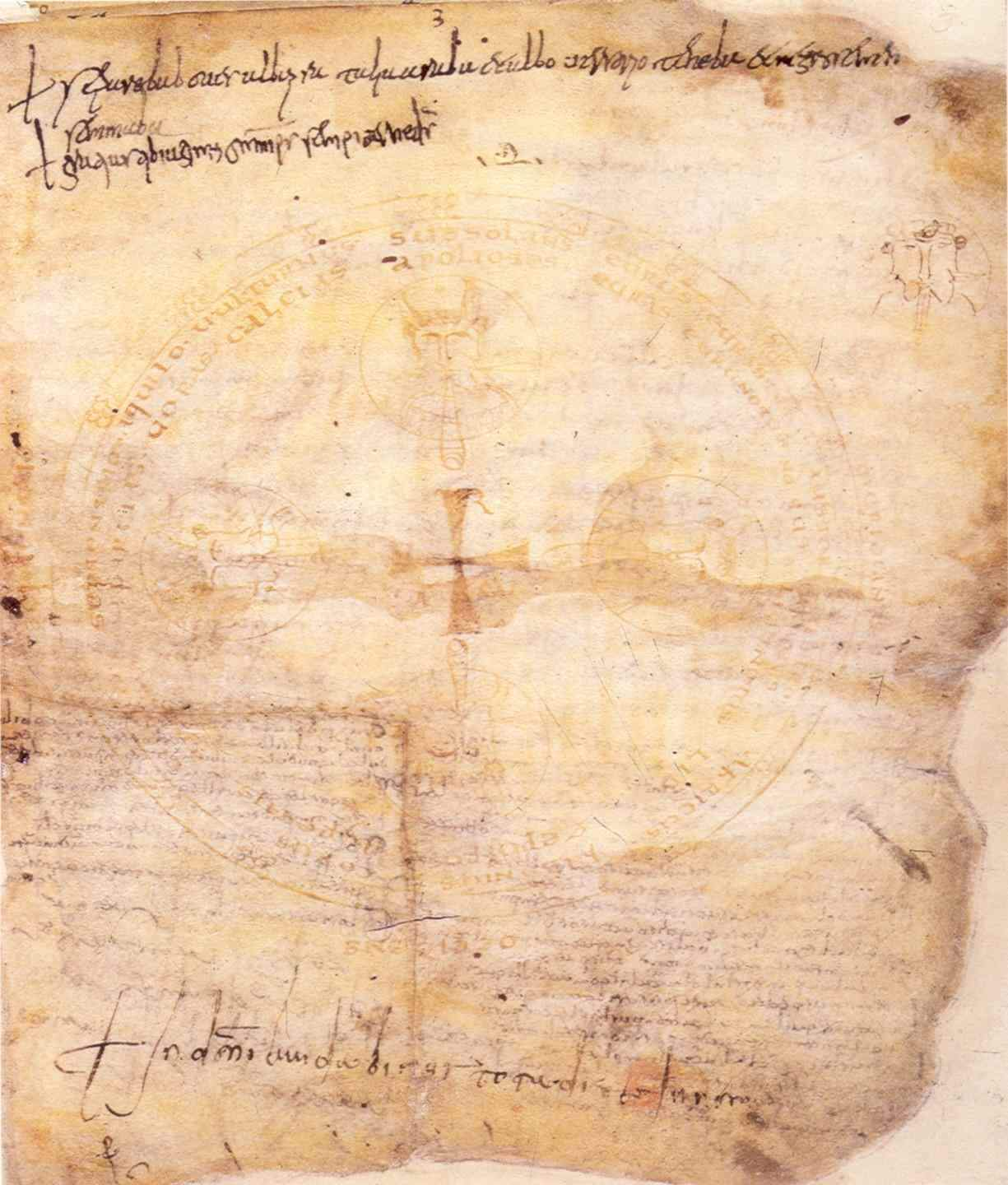
Веронська загадка (L'Indovinello veronese)

Бібліотека пережила паводок Адідже у вересні 1882 р. та повітряне бомбардування Верони союзниками 4 січня 1945 р.
Тут зберігається один з найстаріших існуючих документів італійською мовою — Веронська загадка, а також одна з самих старих християнських книг, що уціліли до наших днів, — кодекс Урсічіно, датований 1 серпня 517 р.